# Mas Torrents (Tavèrnoles)
El Mas Torrents és una masia de Tavèrnoles (Osona) inclosa a l'Inventari del Patrimoni Arquitectònic de Catalunya.

## Història
El 1337 depenia de Sant Llorenç del Munt.
Al cos de la masia antiga hi ha una llinda datada el 1723. També hi ha una làpida a la façana amb un escut (un arbre, una àguila i un animal, possiblement un gos) datat el 1863 amb la inscripció  «Sra. Teresa de Picó de Saleta i Morgadès», que correspon a Teresa de Saleta-Morgadès i de Gomar (†1863), vídua de Josep Antoni de Picó i Bru.
A l'altre cos hi ha una altra làpida datada el 1866, on consta també el cognom de Picó. Marià de Picó i de Valls i la seva esposa Emília Manso i de Zeffel, neboda del general Josep Manso i Solà, van ser els primers protectors del poeta Jacint Verdaguer, el pare del qual n'havia estat masover.

## Descripció
S'hi poden distingir tres cossos, corresponents a successives reformes. El cos principal (antiga masia), és orientat a migdia i cobert a dues aigües, amb el carener perpendicular a la façana. Consta de tres pisos i el superior forma un gran porxo. A la part esquerra es distingeix un segon cos de més petites dimensions, cobert a dues aigües però amb la façana a la pars del desguàs. Adossat a aquest hi ha un tercer cos, que consta només de planta baixa i és porticat, construït modernament. A l'antiga masia habiten dels masovers, les ampliacions són la residència dels propietaris i està envoltada per un ampli jardí.